# Hermine Braunsteiner
Hermine Braunsteiner, född 16 juli 1919 i Wien, död 19 april 1999 i Bochum, var en österrikisk lägervakt i Ravensbrück och Majdanek. År 1981 dömdes hon till livstids fängelse för brott mot mänskligheten.

## Biografi

### Andra världskriget
Braunsteiner påbörjade i augusti 1939 sin utbildning som Aufseherin ("övervakare") under Maria Mandl i koncentrationslägret Ravensbrück. 1942 begärde Braunsteiner förflyttning på grund av meningsskiljaktigheter med sin överordnade. I oktober 1942 kom hon till förintelselägret Majdanek i närheten av Lublin i Generalguvernementet. I Majdanek misshandlade hon interner till döds. Med sina stålbeklädda stövlar sparkade och stampade hon kvinnor och barn till döds.
I januari 1944 inleddes evakueringen av Majdanek, och Braunsteiner kallades tillbaka till Ravensbrück. Hon verkade i Genthin, där ett av Ravensbrücks satellitläger var beläget. 

### Efter andra världskriget
Efter kriget flydde Braunsteiner från Ravensbrück till Österrike. Hon greps och dömdes 1948 till tre års fängelse för misshandel och tortyr. Efter att ha blivit frisläppt 1950 tjänade hon sitt uppehälle på hotell och restauranger. Hon träffade amerikanen Russell Ryan i Österrike. De gifte sig 1958 och emigrerade till Kanada. 1959 reste paret till USA, och Braunsteiner erhöll amerikanskt medborgarskap 1963. Året därpå, 1964, lyckades Simon Wiesenthal med hjälp av en journalist, Joseph Lelyveld, spåra upp Braunsteiner. En tysk åklagare undersökte Braunsteiners förflutna under andra världskriget, och 1973 begärde Västtyskland att få henne utlämnad.
Braunsteiner utlämnades och ställdes inför rätta vid den tredje Majdanek-rättegången som varade från den 26 november 1975 till den 30 juni 1981. Av de sexton åtalade fick Braunsteiner det strängaste straffet, livstids fängelse. Braunsteiner fälldes för mord på 80 personer, medhjälp till mord på 102 barn och delaktighet i mord på 1 000 personer.
Av hälsoskäl släpptes Braunsteiner 1996 ur fängelset i Mülheim i Nordrhein-Westfalen. Hon avled tre år senare i Bochum.

### Fotnoter
1. ↑  Bernhard Schlink (13 december 1996). ”Der Vorleser” (på tyska). Süddeutsche Zeitung Magazin. http://www.buecher4um.de/VorlesZB.htm. Läst 16 januari 2011.
2. ↑  Joseph Lelyveld (14 juli 1964). ”Former Nazi camp guard now a housewife in Queens” (på engelska) (PDF). New York Times. sid. 10. http://www.nytimes.com/images/promos/magazine/20050306braunsteiner.pdf. Läst 16 januari 2011.
3. ↑  Marcus Wendel (23 februari 2003). ”Third Majdanek Trial” (på engelska). Axis History Factbook. http://www.axishistory.com/index.php?id=352. Läst 16 januari 2011.